# John Hancock
John Hancock (23 de enero de 1737-8 de octubre de 1793) fue un comerciante de Massachusetts y destacado patriota de la guerra de Independencia de los Estados Unidos. Desempeñó el cargo de presidente del Segundo Congreso Continental y fue el primer gobernador de la Mancomunidad de Massachusetts, pero es conocido principalmente por su firma en la Declaración de Independencia de los Estados Unidos.

## Juventud
John Hancock nació en Braintree, Massachusetts, hijo del reverendo John Hancock y María Hawke. Los Hancock vivían en un barrio que se convirtió finalmente en la ciudad de Quincy, Massachusetts y donde John tendría como amigo de la infancia a John Adams. En 1742, murió su padre y John fue adoptado por su tío paterno, Thomas Hancock, que no tenía hijos y que era un comerciante de gran éxito con residencia en Boston. 
Después de estudiar en The Boston Latin School (Escuela Latina de Boston) en 1750, se matriculó en la Universidad de Harvard, graduándose en 1754. Tras su paso por la Universidad comenzó a trabajar para su tío. De 1760 a 1761, vivió en Inglaterra dedicado a la ampliación del negocio familiar de construcción naval. En enero de 1763, su tío lo hizo socio de pleno derecho, asumiendo las riendas del negocio debido a la enfermedad de aquel. En agosto de 1764, al fallecimiento de su tío heredó completamente el negocio y se convirtió en uno de los hombres más ricos de Estados Unidos.

## Congreso continental

Cuadro de John Trumbull que representa la Declaración de Independencia de los Estados Unidos, en la que Hancock aparece sentado al fondo a la derecha.

El 24 de mayo de 1775 fue elegido presidente del Segundo Congreso Continental, sucediendo a Peyton Randolph, después de que Henry Middleton declinara el cargo. En el ejercicio de su cargo vivió algunos de los días más oscuros de la guerra de Independencia, incluyendo las derrotas del general Washington en Nueva York y Nueva Jersey, así como la ocupación de Filadelfia por Gran Bretaña. Durante su presidencia, el 4 de julio de 1776 se aprobó la Declaración de Independencia. Dimitió de su cargo el 30 de octubre de 1777. Cuando el Congreso votó un agradecimiento por sus servicios, los otros delegados de Massachusetts votaron en contra de la resolución; su sucesor fue Henry Laurens.

### Firma
Hancock es conocido también por la rúbrica de su firma como presidente del Segundo Congreso Continental en la Declaración de independencia, de manera que en Estados Unidos, "John Hancock" ha llegado a ser sinónimo de firma.

## Retorno a Massachusetts
En enero de 1776, fue nombrado comandante en jefe y general de la milicia de Massachusetts. En julio de 1778, dirigió a 6000 milicianos en un fracasado ataque contra los británicos en Newport, Rhode Island. De 1780 a 1785 fue gobernador de Massachusetts, con Thomas Cushing como vicegobernador. El 16 de junio de 1785 fue elegido para la Asamblea del Congreso de los Estados Unidos.